# Damàgores
Damàgores (Damagoras, Damagóras Δαμαγόρας) fou un almirall rodi durant la guerra contra Mitridates VI Eupator. Després d'una batalla amb la flota del Pont, els rodis van veure que mancava una de les seves naus (trirrems) i Damàgores fou enviat amb sis vaixells a veure si la trobava; atacat per 25 vaixells de Mitridates es va haver de retirar; a la caiguda del sol els vaixells pòntics es van retirar i llavors Damàgores va tornar a marxar en la mateixa direcció i va enfonsar dos vaixells del rei i va aconseguir portar dos vaixells més fins a la costa de Lídia, i finalment va retornar a  Rodes amb la seva flota indemne.